# RASGEF1A
RASGEF1A‏ (RasGEF domain family member 1A) هوَ بروتين يُشَفر بواسطة جين RASGEF1A في الإنسان.